# I'm Not a Player
"I'm Not a Player" é o primeiro single do rapper Big Punisher. Foi produzido por Minnesota e chegou ao número 57 na Hot 100. Contém um sample de "Darlin' Darlin' Baby (Sweet Tender Love)" de The O'Jays.

## Refefências
- http://www.allmusic.com/artist/p289921/charts-awards/billboard-singles